# Fissistigma longipetalum
Fissistigma longipetalum là loài thực vật có hoa thuộc họ Na. Loài này được (Ridl.) Merr. mô tả khoa học đầu tiên năm 1919.